# Вамана
Ва́мана (санскр. वामन, IAST: Vāmana, букв. карлик) — в индуизме пятая из десяти аватар (воплощений) бога Вишну, воплотившегося на Земле в образе карлика-брахмана, чтобы перехитрить могучего царя демонов Бали, угрожавшего уже небу. Корни аватары восходят к космогоническому мифу Ригведы, где Вишну совершил свои знаменитые «три шага», охватив весь мир. Позже в сюжете появляются сотериологические мотивы.
Как и все аватары Вишну, Вамана приходит во время угрозы мировому порядку и восстанавливает баланс космических сил. Причиной неприятностей служит царь демонов (асуров) по имени Бали из рода дайтьев, который стал настолько могущественным, что способен подчинить себе вселенную. Только Вишну может противостоять демоническим силам и вернуть их на своё место. Однако в истории с Ваманой, в отличие от других сказаний, например, Нарасимхи или Парашурамы, Вишну восстанавливает порядок благодаря не грубой силе, а хитрости. Он является карликом на жертвоприношение к царю демонов, принимает облик гиганта и двумя шагами охватывает землю и небо, а демонам оставляет только подземный мир.
Ваману также именуют Триви́крама (Trivikrama, трижды шагнувший), Уругая (Urugaya, с широкой походкой) и Уру́крама (Urukrama, с огромными шагами).

## Вишну-Тривикрама
Впервые упоминание о шагающем Вишну встречается в Ригведе (тексты I, 22 и I, 154). Он сделал три шага, и его следы запечатлело пространство. В его широких шагах, — провозглашает гимн, — обитают все живые существа. Он охватывает небо и землю и поддерживает их обитателей. За образом Вишну кроется солнце, а его тремя шагами являются восход, полуденное солнцестояние и закат. В этом контексте понятно сравнение Вишну с «глазом, разверстым в небе». Его шаги упоминаются в Ригведе ещё несколько раз: «Вишну, который измерил земные просторы целых три раза для угнетённого человека» (VI, 49), «кто почитает Вишну, широко шагающего» (VII, 100), «три (шага) один, далеко движущийся, прошагал (туда,) где блаженствуют боги» (VIII, 29).
Благодаря своим космическим шагам Вишну получил эпитет «Тривикра́ма» (Trivikrama) или «Трижды шагнувший». В космогоническом плане его шаги рассматриваются как установление трёх миров (земля, поднебесье и небо). Первый шаг Вишну соответствует нижнему миру (включая землю), второй — верхнему, а третий, наиболее важный, представляет собой единение первых двух и символизирует целостность вселенной. Творением миров определяется роль самого Вишну, скрепляющего, поддерживающего и, таким образом, охраняющего мир. Эпизод трёх шагов Вишну нашёл развитие в истории его аватары Ваманы.
| Текст I, 22 «К разным богам» | Текст I, 154 «К Вишну» |
| --- | --- |
| Оттуда пусть помогут нам боги, Откуда зашагал Вишну Через семь местностей земли. Через это шагнул Вишну. Трижды запечатлел он (свой) след. В его пыльном (следе все) сосредоточено. Три шага прошагал Вишну — страж, не поддающийся обману, Оттуда поддерживая законы. Взгляните на деяния Вишну, Откуда он следит за обетами, Близкий друг Индры. На этот высший след Вишну Всегда глядят приносящие жертву, Как на глаз, разверстый в небе. Вдохновенные, громко прославляющие, Рано пробуждаясь, зажигают того, Кто — высший след Вишну. | Я хочу сейчас провозгласить героические деяния Вишну Который измерил земные пространства, Который укрепил верхнее общее жилище, Трижды шагнув, (он,) далеко идущий. Вот прославляется Вишну за героическую силу, Страшный, как зверь, бродящий (неизвестно) где, живущий в горах, В трёх широких шагах которого Обитают все существа. Пусть к Вишну идёт (этот) гимн-молитва, К поселившемуся в горах, далеко шагающему быку, Который это обширное, протянувшееся общее жилище Измерил один тремя шагами. (Он тот,) три следа которого, полные мёда, Неиссякающие, опьяняются по своему обычаю, Кто триедино землю и небо Один поддерживал — все существа… Я хотел бы достигнуть этого милого убежища его, Где опьяняются мужи, преданные богам: В самом деле, ведь там родство широко шагающего. В высшем следе Вишну — источник меда. |

## Вамана как жертвенное животное
Индолог Мадхави Колхаткар из Восточно-исследовательского института им. Бхандаркара (Пуна) выдвинул гипотезу, что выражение «вамана» связано с малым размером жертвенного животного, предназначенного для Вишну. Изучив древние тексты «Майтраяни-самхита», «Шатапатха-брахмана», «Тайттирия-самхита», он пришёл к выводу, что «ваманой» в ведийской литературе считается «карликовое животное». Для верховного бога Индры предлагались лучшие и самые крупные животные, прежде всего, горбатый рогатый скот, — дикий бык зебу, распространившийся на территории Индостана. Когда популяция племенных животных разрасталась, меньшее из них, «карликовое», предлагалось в жертву Вишну, младшему брату Индры. Колхаткар приходит к выводу, что «вамана пашу», или «карликовое животное», является жертвенным животным малого размера, предназначавшимся Вишну. Во время ритуального жертвоприношения Вишну являлся «хозяином ваманы».

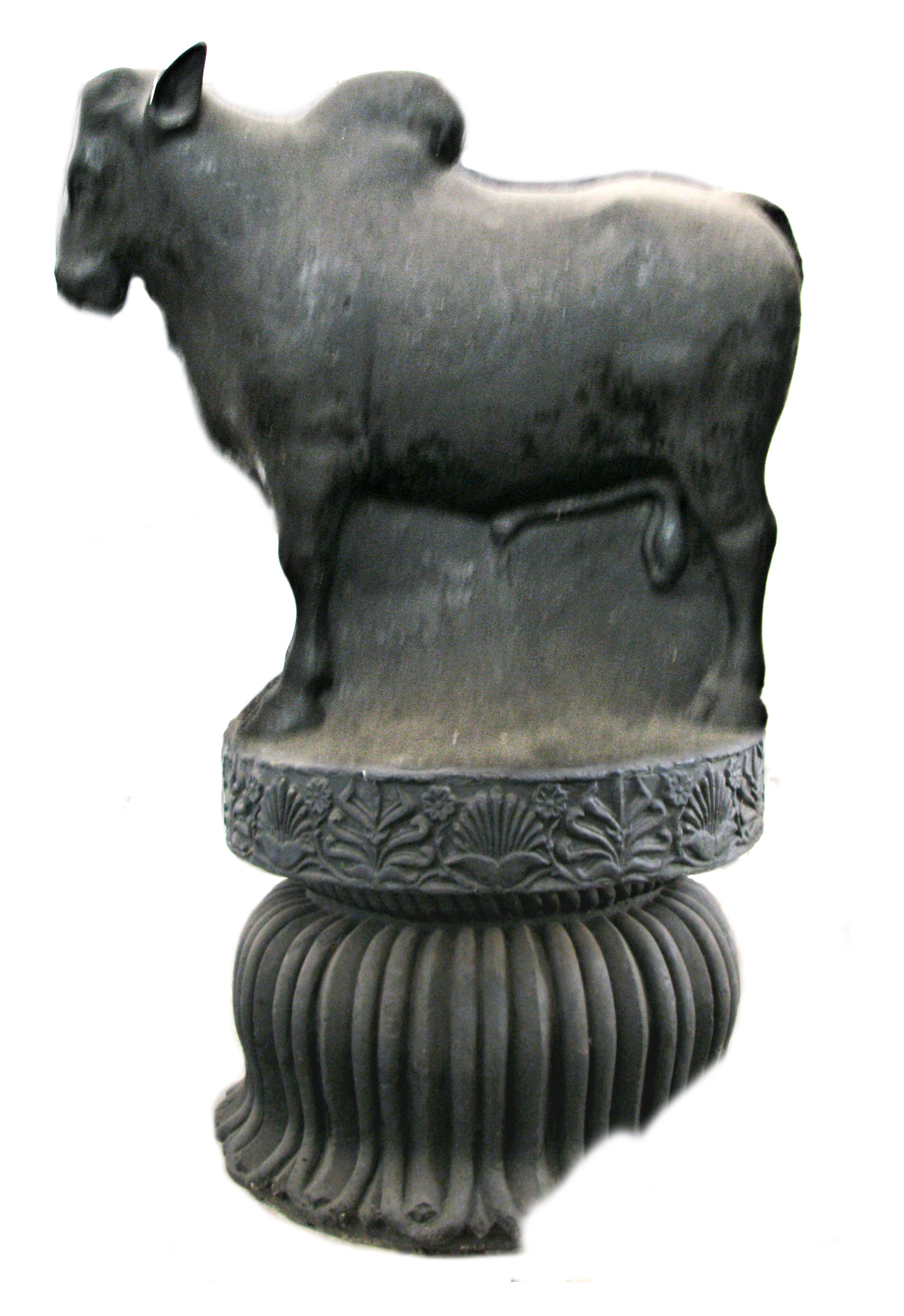
Зебу, одомашненные ариями, изображались на колоннах Ашоки как священные животные, III век.

Ведийская мифология может объяснять не только исходные взаимоотношения между Вишну и «ваманой», но и свидетельствовать о времени, когда кочевые племена ариев появились на Среднем Востоке. Хотя верховным божеством считался Индра, Вишну помогал ему охватывать новые земли, а также увеличивать поголовье скота, часть которого приносилась ему в жертву. Описанные ритуальные правила возникли в связи с одомашниванием животных и становлением скотоводства. Первые приручённые коровы зебу появились у ариев в шестом тысячелетии до нашей эры. По всей видимости, тогда же возникло деление жертвенных животных между Индрой и Вишну. События происходили в Пакистане эпохи неолита, то есть в регионах Мехргарх и Белуджистан. В Индию кочевые племена скотоводов добрались значительно позже, в третьем тысячелетии до нашей эры, о чём свидетельствуют наскальные рисунки в Мадхья-Прадеше периода халколита. С ними в Индию пришли их ритуальные традиции, остатки которых сохранились в поклонении Вишну.
Первое упоминание Ваманы, участвующего в борьбе с демоническими силами и измеряющего пространство, обнаруживается в «Шатапатха-брахмана». Текст описывает ритуалы ведийской религии и по лингвистическим признакам датируется VIII—VI веками до нашей эры. Согласно «Шатапатха-брахмана», боги и асуры делили между собой мир. Пространство измерялось асурами с запада на восток при помощи бычьей шкуры. Боги в качестве мерила земли использовали Вишну, который приравнивался к ритуальному жертвоприношению и сам выступал в роли подношения. В «Шатапатха-брахмана» Вишну впервые назван «ваманой», то есть карликом, что позволяет судить о нём как о «карликовом» жертвенном животном. Однако жертва и её хозяин — божество — в сакральном ритуале представляют одно целое. Асуры не учли божественную природу «ваманы» и согласились измерять землю, как предложили боги. Те стали воспевать священные гимны, и на востоке появился рассвет. Из «карликового» солнечный свет вырос и распространился на всё небо, осветив землю. Боги выиграли, поскольку Вишну охватил весь мир.

## Вишну-Вамана

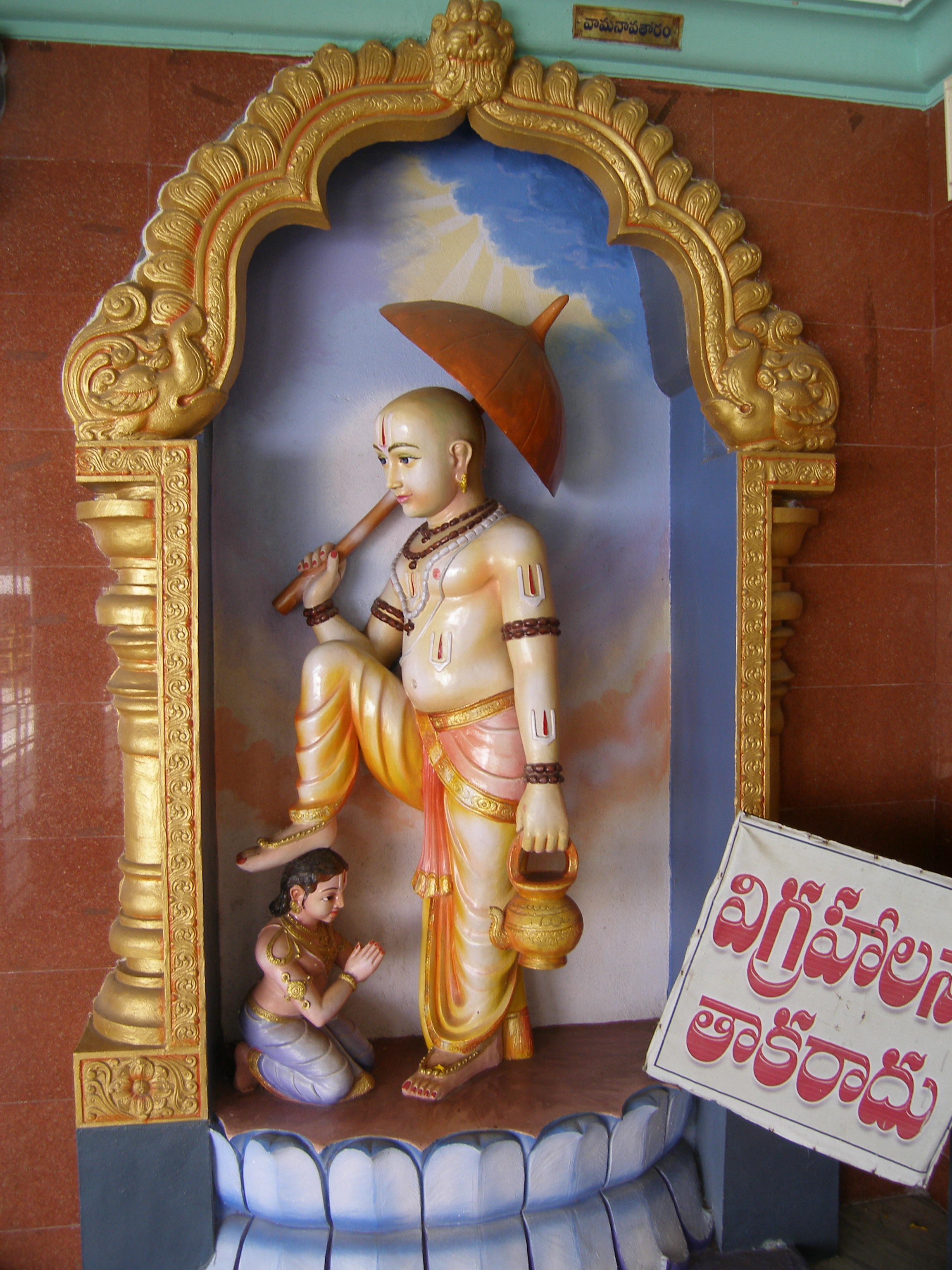
Скульптура аватара Ваманы в храме Нараяна-Тирумала в Шрикакулам (Андхра Прадеш)

В зрелом вайшнавизме Вамана является пятой аватарой Вишну, стоящей между его зооморфными и антропоморфными формами. Он представлен карликом-брахманом, снизошедшим на Землю для поддержания мирового порядка. Изначально корни истории Ваманы восходят к космогоническому деянию Вишну, совершившего знаменитые «три шага». Позднее в сюжете появляются сотериологические мотивы. Вишну, под видом карлика, явившегося на ритуальное жертвоприношение к царю демонов Бали из рода дайтьев, принимает во спасение мироздания облик гиганта и шагами охватывает землю и небо, а демонам оставляет подземный мир.
История о Вамане хорошо известна и очень популярна в вайшнавской мифологии. Более того, она отличается более частым цитированием в сравнении с историями других аватар. Исследователь Дебора Сойфер, защитившая диссертацию в Чикагском университете и выпустившая книгу «Зверь и священник: исследование мотивов аватар Нарасимхи и Ваманы в космологической перспективе», насчитала 30 версий мифа. Среди них только две пары полностью повторяют друг друга (Ваю-пурана и Брахманда-пурана, а также Хариванша и Брахма-пурана). Это уменьшает число оригинальных историй до 28 версий. Каждая из пуран освещает несколько ключевых сюжетов: обретение Бали могущества, природа правления Бали, описание аватара Ваманы, роль Прахлады и Шукры, три шага Ваманы и дальнейшая судьба Бали.
| Источник                 | Разделы                                        |
| ------------------------ | ---------------------------------------------- |
| Брахманда-пурана         | II.73.75-87                                    |
| Брахма-пурана            | 73, 213.80-105                                 |
| Бхавишья-пурана          | 4.76.1-27                                      |
| Вамана-пурана            | Главы 49-65                                    |
| Ваю-пурана               | 98.59-88                                       |
| Вишну-дхармоттара-пурана | I.21, I.55                                     |
| Матсья-пурана            | Главы 244—246                                  |
| Нарада-пурана            | I.10-11                                        |
| Падма-пурана             | 25, 266—267                                    |
| Сканда-пурана            | I.1.18-19, V.1.74, VII.2.14-19, VII.4.19.10-14 |
| Харивамнша               | Глава 41                                       |

Храмовые изображения Ваманы-Тривикрамы
|                                                         |                                                                                                 |                                                     |                                                        |
| Восьмирукий Тривикрама в храме Калласагар возле Мадурая | Тривикрама в окружении полубогов и мудрецов на фронтоне храма Улагаланатха Перумал в Тирукойлюр | Мурти Вишну-Тривикрама в храме Чангу Нараян (Непал) | Изображение Тривикрамы в храме Вирупакши в Паттадакале |

## Пураническая история Ваманы
Предание гласит, что царь демонов Бали организовал великое жертвоприношение (жертвоприношение коня, или ашвамедху), на которое пришли все полубоги и мудрецы. Бали был также известен как Махабали, поскольку благодаря своему благочестию получил господство над всеми тремя мирами. Он был правнуком Хираньякшипу, внуком великого преданного Вишну Прахлады и сыном Вирочаны и Девамбы. Вишну приходит на торжество в образе карлика, ведущего жизнь странствующего брахмана. Вамана считается сыном мудреца Кашьяпы и Адити, от которых пошли все живые существа. Адити впервые упоминается в Ригведе, где она является одной из немногих женских фигур. Эпическая «Махабхарата» описывает, что от неё пошли двенадцать божественных сыновей, называемых Адитьи: Дхата, Арьяма, Митра, Шакра (Индра), Варуна, Амша, Бхага, Вивасван (Сурья), Пушан, Савитр (Сурья), Тваштр и сам Вамана.

И пока священники, ученики их и подручные терялись в догадках, лучезарный карлик с посохом, зонтиком и кувшином, наполненным водою, ступил к жертвеннику. Тело его от левого плеча до правого бедра пересекал священный шнур, чело венчал завязанный в узел пучок смоляных волос. Облаченный в оленью шкуру, перетянутую мочальным пояском, сиянием своим карлик затмил небесные светила.
— Бхагавата-пурана, Книга 8, Глава 18, Тексты 23-25

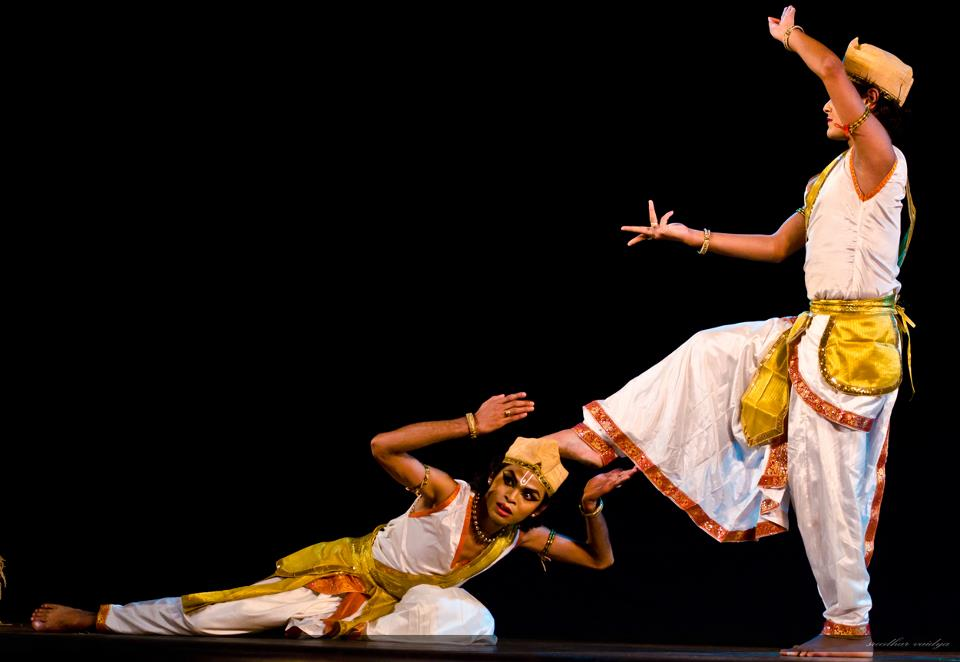
Сцена Ваманы и Бали в представлении в стиле сатрия (Ассам)

Бали раздаёт присутствующим богатые дары как часть ритуала жертвоприношения. Видя нищего карлика, Бали предлагает ему всё, что тот попросит. Вамана отказывается от сокровищ, земель и других материальных благ. Он просит места для постройки своего жертвенного алтаря. Для него достаточно пространства, которое может быть измерено тремя шагами карлика. Бали удивлён просьбой и, несмотря на предупреждения Шукры, мудреца и учителя демонов, легкомысленно соглашается.
В знак безвозвратного дара Бали наливает из ритуального кувшина (камандалу) воду в руку Ваманы. После этого карлик начинает расти в размере. Он становится настолько большим, что занимает всё пространство в космосе. Затем Вамана начинает совершать свои три шага. Первым он охватывает землю, а вторым — небеса. Однако в третий раз шагать уже некуда. Бали понимает, что потерпел поражение, и в знак покорности предлагает поставить ногу Ваманы себе на голову. Сделав третий шаг, Вамана отправляет Бали в паталу, или подземный мир, где тот остаётся правителем демонов.

В тот же миг карлик стал умножаться в размерах, пока все мироздание — земля, небо, светила, все стороны света, горы и моря, впадины и возвышения, птицы, звери, люди и боги — каждая тварь на свете — не оказались заключены внутри его исполинского тела… Подошвами ему служили преисподняя и низшие миры, голенями — земная твердь, колени — то были горы, бедра — птицы и ветер. Под одеждами вершителя чудных дел помещались сумерки, в паху располагались патриархи и родоначальники вселенной. На округлом животе исполина Бали увидел самое себя со своею свитою, пупом ему было небо, станом — семь вселенских океанов, грудь — то было созвездие светил небесных… Первым шагом своим великий владыка пересек землю, туловищем заполнив небо, руками объяв все стороны света. Вторым шагом он покрыл поднебесные и наднебесные ярусы вселенной — Махар, Джану, Тапу, и высший — Сатью. Для третьего шага Ему не представилось места — ни единой пяди.
— Бхагавата-пурана, Книга 8, Глава 20, Тексты 21-34
В завершение истории Индра и полубоги призвали Ваману взойти на воздушное судно и в сопровождении творца Брахмы доставили его в небесные покои — обитель Вишну, Вайкунтху. Как и в других пуранческих историях про аватар Вишну, миф о Вамане носит человеколюбивый характер. Цель Вишну состоит не в том, чтобы уничтожить демона, а в том, чтобы восстановить мировой порядок, утраченный из-за нарушения баланса сил между добром и злом. Мудрость Бали подвигает демона подчиниться божественной воле и стать преданным Вишну. Поскольку карлик был самим Господом, Бали не пришлось сожалеть об утрате. В результате Бали остаётся правителем, однако не вселенной, а подземного мира.

## Иконография Ваманы-Тривикрамы
Иконографическое руководство «Вайкханаса-Агама» описывает три образа Тривикрамы. Все они похожи друг на друга и отличаются только по высоте подъёма одной из ног. Изображение буквально представляет широко шагающего Вишну. Левой ногой он стоит на земле, а другую заносит вверх, чтобы сделать гигантский шаг. Если стопа поднятой ноги достаёт по высоте до колена другой ноги, считается, что это первый шаг Вишну — им он измеряет поднебесье. Когда стопа достигает высоты на уровне пупка, Вишну охватывает сварга-локу или небеса. Наконец, когда нога взмывает до лба, Вишну делает последний третий шаг. Фигура Вишну может иметь как четыре, так и восемь рук, каждая из которых держит божественный атрибут. Большинство изображений представляют Вишну совершающим последний шаг. Иконографические изображения могут незначительно отличаться, например, быть зеркальными: вместо правой ноги вверх может тянуться левая.
Тривикрама изображается тёмного (синего) цвета. В его руках находятся гада (булава Каумодаки), чакра (Сударшана), аси (меч Нандаки), шакти (копьё), шара (щит), шанкха (раковина Панчаджанья) и шаранга (лук). Тело Вишну украшают драгоценности в виде ожерелья, серёжек, ручных и ножных браслетов. Четырёхрукая форма Вишну держит священные шанкху и чакру в верхних руках, в то время как нижние руки тянутся ввысь. Правая нижняя рука поднята, левая нижняя рука вытянута параллельно поднятой ноге.
Тривикраму окружает сонм полубогов. Индра держит над Вишну зонтик, представляющий ось мира. Рядом с Вишну находятся полубоги Яма, Варуна, Кумары, Шива, поклоняющиеся Тривикраме. Брахма поддерживает поднятую ногу и омывает её водой из реки Ганга. Речная богиня Ганга располагается на уровне пупка божества и держит руки в приветственной мудре анджали. Возле ног Вишну находится асура Намучи. Мудрец и учитель асуров Шукра также представлен с правой стороны возле стоп Вишну. Ездовая птица Гаруда сидит рядом с Шукрой, который пытается предотвратить предоставление Бали дара.
Развитие иконографии Вишну-Тривикрамы
|                                                         |                                                                                                  |                                                              |                                                      |
| Тривикрама в пещере №2 пещерных храмов Бадами, VII век. | Барельефная панель с Тривикрамой. Пещерный храм Варахи периода Паллавов, Махабалипурам, VII век. | Тривикрама в пещерном храме Эллоры, между 600 и 1000 годами. | Скульптура Тривикрамы в храме Хойсалешвара. XII век. |

В правом нижнем углу большой панели может изображаться карлик Вамана. Он держит в руках зонтик и данда (посох). На голове Ваманы находится пучок волос — характерная для риши древнеиндийская причёска. Тело Ваманы обнажено, как у странствующего аскета, и видна только набедренная повязка. Царь демонов Бали расположен рядом с ним, он выливает воду из ритуального кувшина в знак безвозвратного дара. Царь демонов богато украшен драгоценностями, а лицо его исполнено счастьем. С ними находится Джамбаван, царь медведей из расы обезьян. В иконографии Ваманы Джамбаван сам представлен в образе обезьяны. Общую картину могут дополнять второстепенные подробности, например, конь, которого Бали собирался принести в жертву (ашвамедха), а также жертвенный алтарь.
В период расцвета Кушанского царства со 105 по 250 годы в Индии появляются первые изображения Ваманы-Тривикрамы. До наших дней дожило не так много первых экземпляров, все они представлены восьмирукой фигурой Тривикрамы. Примерами служат скульптуры Тривикрамы, датируемые II веком, хранящиеся в Государственном музее Матхуры. Ранние образы отражают более древнюю мифологию Ригведы, когда Вишну стоял ближе к самому выдающемуся богу ведийского пантеона Индре, а также соучаствовал в его подвигах.

В VI веке Вамана-Тривикрама изображался как комплексная сцена, в которой присутствовали обе формы — многорукого гиганта и карлика. Ярким тому примером служит скульптура Тривикрамы в пещерных храмах Бадами. Тривикрама обладает восемью руками, держащими оружие и другие атрибуты. В VIII веке также преобладали смешанные представления о Вамане-Тривикраме, их всё ещё изображают вместе. Тривикрама вооружён четырьмя традиционными атрибутами Вишну за исключением цветка лотоса. Вамана и другие участники пуранической истории находятся у ног Тривикрамы. Описанное изображение, датируемое началом VIII века, можно встретить в Храме Харихара возле города Озиан (Раджастхан).
Развитие иконографии Вишну-Ваманы
|                                     | |                                                                           |                                                                |                                                                                                  |                                                         |
| Скульптура Ваманы, песчаник, V век. | Вишну восседает на троне из колец Ади-Шеши, Вамана стоит справа от него, а Нарасимха — слева, Лакшми расположилась у его ног. Храм Дашаватара, Деогарх, VI век. | Вамана, скульптура из песчаника. Мадхья-Прадеш, конец IX – начало X века. | Вамана, скульптура из розового песчаника. Уттар-Прадеш, X век. | Скульптура Ваманы в подземном ступенчатом колодце Рани-ки-Вав. Патан (Гуджарат), 1022—1063 годы. | Скульптура Бали и Ваманы в храме Хойсалешвара. XII век. |

Начиная с X века в скульптуре начинает преобладать представление о Вамане как пухлом мальчике-брахмане, придерживающемся целибата. На нём священная нить или шкура животного, набедренная повязка, руки держат зонт и кувшин, на голове стриженные волосы, на ногах — деревянные сандалии. В поздних представлениях об аватаре Вишну классический образ Тривикрамы уходит в прошлое. Изображения мальчика-брахмана можно встретить в подземном ступенчатом колодце Рани-ки-Вав, расположенном в городе Патан (Гуджарат), которое датируется 850—875 годами. Аналогичный образ конца X века был найден в Храме Вамана в городе Чаксу (рядом с Джайпуром, Раджастхан). В настоящее время скульптура Ваманы из Чаксу хранится в Национальном музее Альберт Холл (Джайпур). Таким образом, эволюция Ваманы-Тривикрамы завершилась преимущественно в пользу пуранического образа Вишну-карлика.
Поздние иконографические изображения Тривикрамы-Ваманы датируются XV веком. Они, как правило, представляют Тривикраму и Ваману раздельно как самостоятельные образы. Их совместное появление, как в ранней иконографии, возможно только на больших повествовательных панелях. Самостоятельный образ Ваманы представлен пухлым коротышкой с большим животом. У него две руки, держащие зонтик и камандалу (кувшин для воды). На голом теле виден священный шнур брахмана, а также набедренная повязка. Волосы на голове стянуты к макушке в пучок волос. На некоторых изображениях на Ваману накинута оленья шкура, характерная для странствующих аскетов.

## Храмы Ваманы-Тривикрамы
Действующие святыни в честь Ваманы-Тривикрамы расположены преимущественно в храмовых комплексах Южной Индии. Среди них выделяется храм Ваманы в Канчипураме, называемого «Улагаландара Перумал». В святилище находится мурти высотой 35 футов (10,7 метра). Другой известный храм расположен в Триккакаре, недалеко от Кочина в Керале. Считается, что раньше на его месте был дворец царя демонов Бали, откуда он управлял Землёй. Согласно поверью, из Триккакара пошла традиция празднования «Онам» в Керале. Известность также получил храм Улагаланатха Перумал в Тирукойлюр (Тамилнад). Считается, что здесь первые три святых альвара, — Пойгай, Бхутам и Пей, — достигли освобождения. Храм относится к группе мест паломничества панчаканна — пяти священным местам, связанным с Кришной. Возле города Нагапаттинам рядом с Ченнаем находится храм Тиривикрама Перумал. Божеству в храме поклоняются как «Манн алантха тадалан», то есть тому, кто измерил землю. Тривикрама является главным божеством храма, здесь посвящение получил альвар Тирумангай.
| Храм                                   | Наименование (анг.)                | Месторасположение               |
| -------------------------------------- | ---------------------------------- | ------------------------------- |
| Храм Улагаландара Перумал              | Ulagalantha Perumal Temple         | 12°50′20″ с. ш. 79°42′18″ в. д. |
| Храм Ваманы в Триккакаре               | Thrikkakkara Vamana Moorthy Temple | 10°02′08″ с. ш. 76°19′38″ в. д. |
| Храм Улагаланатха Перумал в Тирукойлюр | Ulagalantha Perumal Temple         | 11°58′01″ с. ш. 79°12′01″ в. д. |
| Храм Тиривикрама Перумал               | Kazheesirama Vinnagaram            | 11°14′27″ с. ш. 79°43′51″ в. д. |

|                                         |                          |                                                   |                                                             |
| Храм Улагаландара Перумал в Канчипураме | Храм Ваманы в Триккакаре | Храм Улагаланатха Перумал в Тирукойлюр (Тамилнад) | Храм Тиривикрама Перумал возле Нагапаттинам рядом с Ченнаем |

## Праздник «Варутхини экадаши»

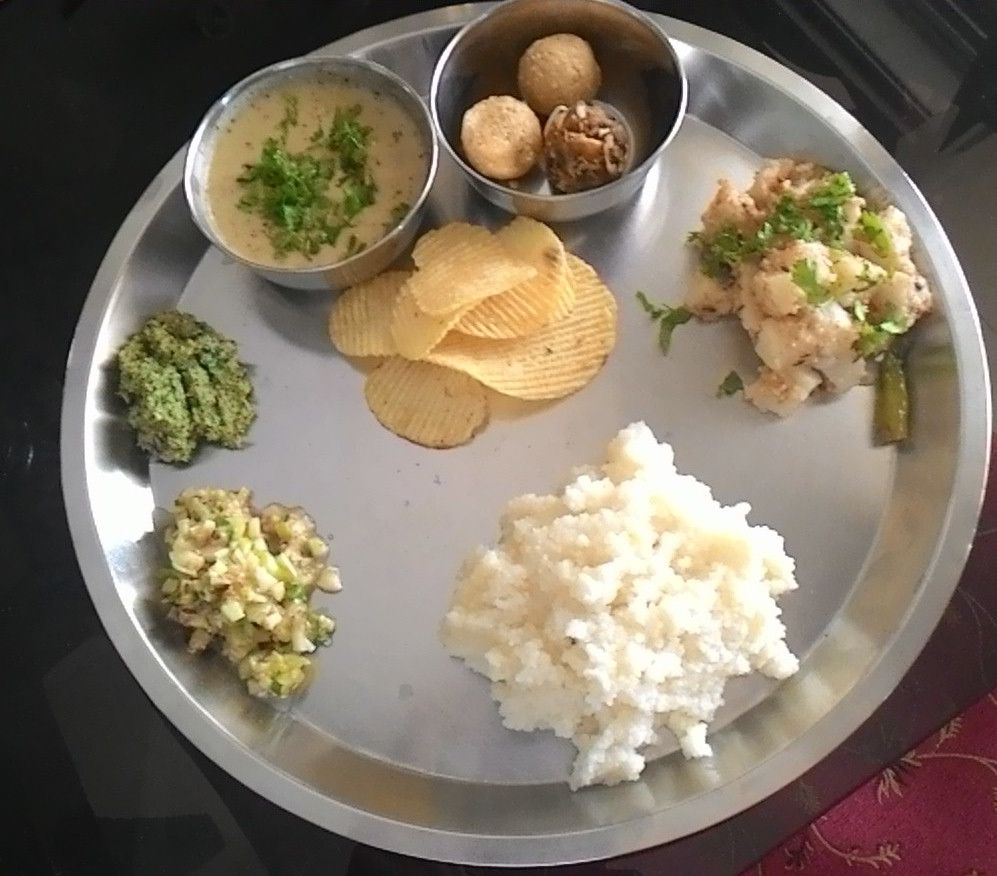
Постная пища на Варутхини экадаши

Вамане посвящён ежегодный праздник «Варутхини (Барутхани) экадаши» (Varuthini Ekadashi, Baruthani Ekadashi). Его отмечают на одиннадцатый день (экадаши) тёмной или убывающей половины лунного месяца вайшакха (апрель—май). Праздник посвящён поклонению Вишну в образе Ваманы. Отмечающие «Варутхини экадаши» должны выполнять несколько правил, включающие пост (упаваса) и ритуальное поклонение, чаще всего с определёнными намерениями. Ритуал включает ночное бодрствование, молитву, пение священных гимнов в кругу семьи. Во время празднования верующие воздерживаются от гнева и злословия, а также единожды употребляют постную пищу, приготовленную без соли или масла. Дословно «варутхини» означает «защищённый» и считается, что соблюдение правил защищает человека от зла, а также приносит удачу. По южноиндийскому поверью, аскет, чью ногу оторвал дикий зверь, смог восстановить свою конечность, соблюдая предписания «Варутхини экадаши». Выполнение правил, как полагают, обеспечит процветание, принесёт доброе имя и любовь общества.

## Праздник «Онам»
Вамане посвящён «Онам», один из популярных и древних праздников в Керале. Его отмечают в полнолуние малаяльского месяца чингом (август—сентябрь). Местное население называет царя асуров Бали именем Мавели. Вишну в образе Ваманы лишил его всемогущества и господства над мирами. В Керале считается, что Вамана отнял у него правление над землями данного региона — страной малаяли. Однако из милосердия Вамана оставил Бали возможность навещать своих бывших подданных раз в году. Это событие свершается, по понятиям малаяльцев, именно в праздник «Онам». Праздник отмечается с изобилием в честь Бали, чьё правление считается самым благополучным и процветающим за все времена. Согласно поверью, дух Бали посещает празднующих в течение «Онама». Празднество начинается с возжигания факела и водружения флага. Затем устраивается красочное шествие с участием слонов в нарядном убранстве. С «Онам» связан ритуальный предмет «онатхапан», представляющий собой глиняную четырёхгранную пирамидку (иногда — кусок жернова). Он символизирует Мавели, то есть Бали, празднующие предлагают ему подношения. Пятый день «Онам» отмечается обрядовыми состязаниями на особых «змеиных» лодках. Кроме того, устраиваются коллективные трапезы, для которых готовят рис нового урожая. «Онам» соединяет черты новогоднего празднества и фестиваля в честь Ваманы.
Современное празднование «Онама» превратилось из религиозного события в публичное красочное представление. Празднование продолжается в течение десяти дней. Во время «Онама» исполняются танцы с актёрами, переодетыми тиграми, составляются цветочные композиции, состязаются в перетягивании каната, устраивают классические женские танцы и танцы с ритуальными масками, демонстрируются боевые искусства и прочее. На «Онам» празднующие покупают новую одежду и украшают свои дома цветочными гирляндами. В отличие от «Варутхини экадаши» на «Онам» устраивают обильные трапезы, заканчивающиеся большим количеством десерта. «Онам» завершается днём «вознесения» Бали на небеса за его заслуги, а мурти божества Вамана-дева погружают в океан, что символизирует его связь с Вишну-Нараяной.
|                                              |                                      |                                              |                                        |                                      |                                  |
| Первый день праздничной процессии со слонами | Участник празднества в костюме Вишну | Артист катхакали в образе царя Бали (Мавели) | Артист катхакали в образе Вишну-Кришны | Четырёхгранная пирамидка «онатхапан» | Речные гонки на «змеиных» лодках |